# Jean-Luc Nix
Pour les articles homonymes, voir Nix.
Jean-Luc Nix, né le 4 février 1963 à Welkenraedt est un homme politique belge wallon, membre du MR. 

## Carrière politique
- Député de la Communauté française de Belgique depuis le 21 septembre 2017.